# Ludwig von Ochs
Ludwig Johann Adolf Freiherr von Ochs (* 5. Januar 1804 in Kassel; † 22. August 1862 ebenda) war ein deutscher Offizier und Mitglied der kurhessischen Ständeversammlung.

## Leben
Ludwig von Ochs war ein Sohn des Generalmajors Adam Ludwig von Ochs und dessen Ehefrau Marie Sophie Schödde (1762–1811) und wuchs mit seinen Geschwistern Carl (1794–1846, Generalmajor), Elise (1789–1857, Schriftstellerin) und Wilhelmine (* 1799, Freundin von Annette von Droste-Hülshoff) auf. Wie sein Vater entschied er sich für eine militärische Laufbahn und wurde Oberstleutnant und Flügeladjutant in der Hessen-kasselschen Armee. 1847 erhielt er ein Mandat für die kurhessische Ständeversammlung. Er war für den Fürsten von Ysenburg-Büdingen in dem Parlament, das er nach den Märztagen 1848 stillschweigend verließ. Sein Name wurde im Protokollbuch gestrichen. Das Parlament wurde nach den Unruhen im Jahre 1831 zum Zweck der Beratung und Verabschiedung einer Verfassung gebildet und hatte bis 1866 Bestand, als das Land Hessen durch Preußen annektiert wurde.
1812 wurde er durch den westphälischen König Jérôme Bonaparte in den Adelsstand (Baron) erhoben, jedoch nach 1813 durch Kurhessen nicht anerkannt.